# Soumalak

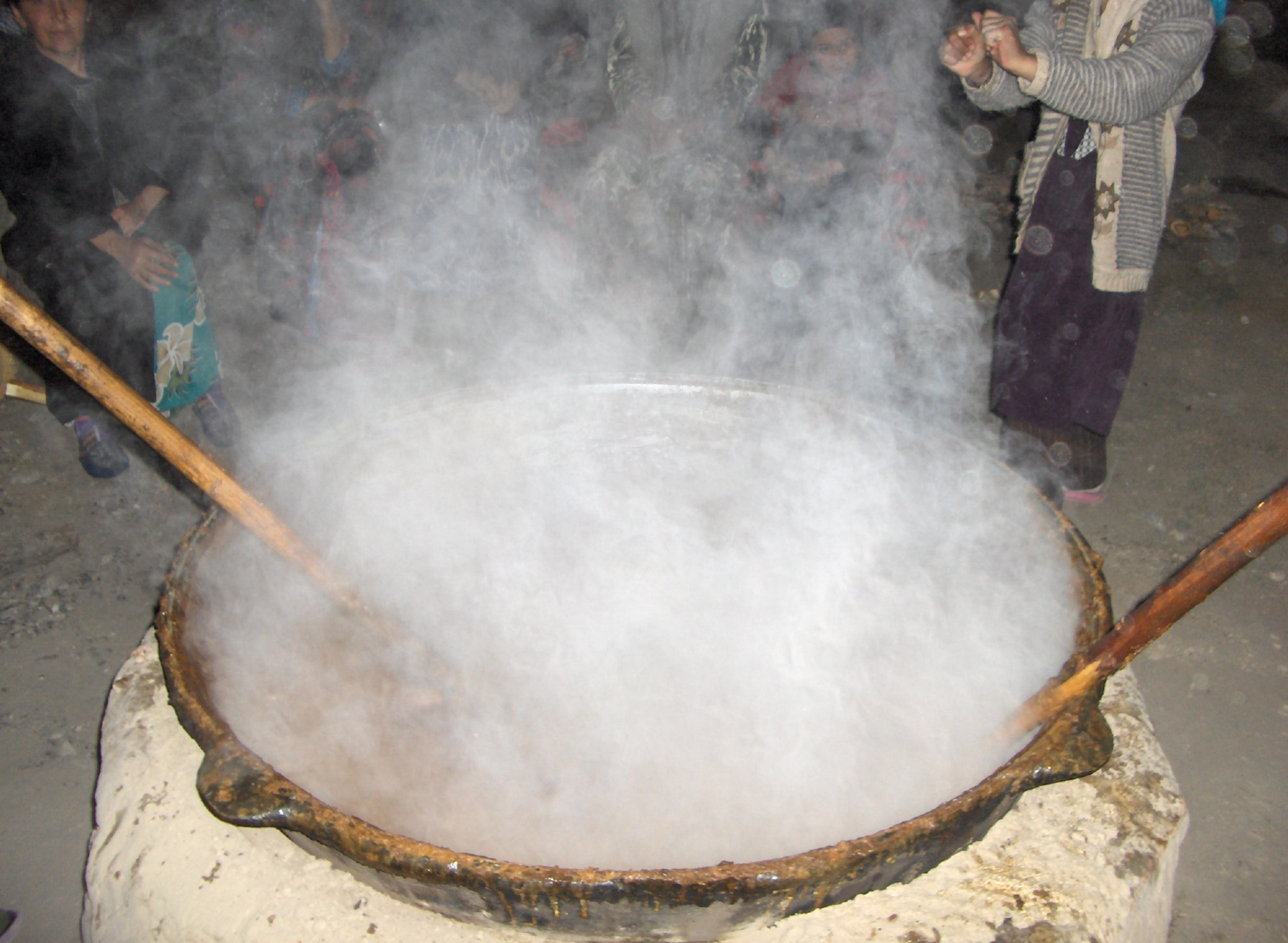
Préparation du soumalak à Isfara au Tadjikistan.

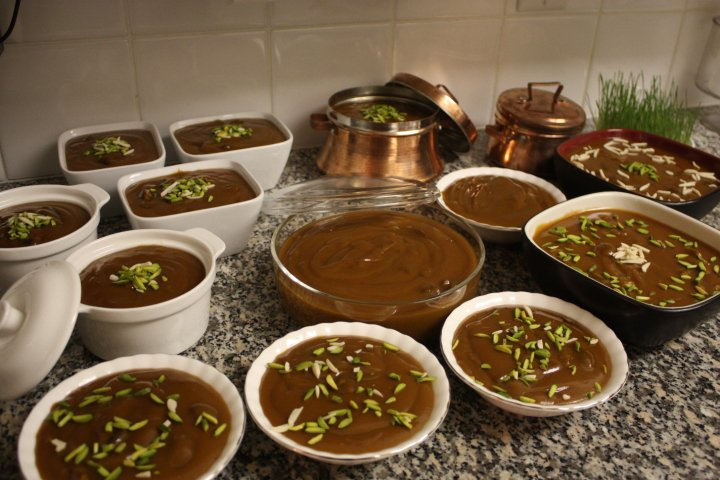
Samanu à Norooz.

Le soumalak, sumalyak ou samanu (persan : سمنو), samanak (persan : سمنک), azéri : Səməni halvası, (tadjik : сумалак, ouzbek : sumalak [sʉmælǽk]) ou encore sümölök (kirghize : сүмөлөк [symœlœ́k]) est une pâte sucrée iranienne faite entièrement de graines germées (jeune agropyre), qui est préparée spécialement pour Norouz (festivité du jour de l'An iranien), dans une grande casserole (comme un kazan). Cette pratique se retrouve dès la Perse pré-islamique.
Le blé est trempé dans l'eau et préparé plusieurs jours auparavant. De la sorte, le processus entier prend jusqu'à une semaine. Traditionnellement, la cuisson finale se faisait tard le soir jusqu'à l'aurore, et se déroulait comme une fête impliquant seulement des femmes. C'était l'occasion de rire, de jouer de la musique et de chanter des chants spécifiques à l'évènement. En Ouzbékistan, le rassemblement, principalement de femmes, se faisait autour de l'énorme kazan : assises en cercle, elles chantent des chansons, passent un bon moment et chacune d'entre elles attend son tour de touiller le soumalak. Le matin, le soumalak encore chaud est offert aux voisins, proches et amis,. Au Tadjikistan et en Afghanistan, elles chantent : « Samanak dar Jūsh u mā Kafcha zanēm – Dīgarān dar Khwāb u mā Dafcha zanēm,, », ce qui signifie : « Le samanak bout et nous touillons, les autres sont endormis et nous jouons du daf. »
Le proverbe azeri : « Samani, Samani, har il goyardaram sani », traduit par l'Oxford Symposium on Food & Cookery (1989), « Samani, samani, j'essaye de te faire grandir chaque année », fait référence au renouveau annuel de la nature.
De nos jours, la préparation du soumalak peut être une activité familiale. Le soumalak traditionnel est entièrement fait de blé germé et d'eau, et ne comprend aucun autre ingrédient. Aujourd'hui, il est commun d'ajouter un peu de farine pour accélérer le processus d'épaississement, même si la pâte acquiert ainsi un goût plus amer et moins sucré.
En Ouzbékistan, le plat est composé de graines germées de froment pressées, d'huile de coton, de farine et quelquefois d'épices.
Un plat ou un bol de soumalak est un composant traditionnel de la table Haft Sîn.